# Kubáni Népköztársaság
A Kubáni Népköztársaság (oroszul: Кубанская Народная Республика; ukránul: Кубанська Народна Республiка) egy bolsevikellenes állam volt az oroszországi polgárháború után, a mai Krasznodari határterület helyén.
A Kubáni Tanács 1918. január 28-án kiáltotta ki a köztársaságot, a függetlenséget pedig február 16-án. Területe kiterjedt az Orosz Birodalom Kubáni határterületére, valamint egyes északi városokra. Rövid fennállása alatt katonai szövetséget kötött az Ukrán Népköztársasággal a bolsevikok ellen. A Vörös Hadsereg csapatai 1919. november 7-én foglalták el az országot.

## Története

### Történelmi háttér
Az Orosz Birodalom uralma alatt Kubán kozákok lakta terület volt. Ahogy más provinciákhoz képest, a lakosság demográfiai aránya jelentősen eltért az oroszok lakta területektől. A nyugati területen ukrán származású kozákok éltek, akik 1792-ben telepedtek le. A keleti és déli területeken kaukázusi és doni kozákok éltek, mint őslakosság.
A kubáni kozákok a kaukázusi háborúk (1817–1864) alatt határőrökként szolgáltak, de gyakran fosztogattak a szomszédos oszmán és perzsa területeken. Más háborúkban a kozákok, mint a cár személyes testőrségeként vettek részt. Hűségüknek köszönhetően többféle adómentességet és jogi kedvezményt élveztek. Közigazgatásilag is teljesen elkülönültek az orosz területektől, mivel területeik alapja a katonai csoportok voltak, akik megválaszthatták saját vezetőjüket.
II. Sándor cár reformjainak következtében a Kubáni határterületre oroszok örmények és ukránok vándoroltak be, jelentősen fellendítve az ipart és a mezőgazdaságot. A birtokok eladományozásai miatt később összetűzések alakultak ki a kozákok és a betelepültek között a földek tulajdonjogát illetően.

### A februári forradalom
Az 1917-es februári forradalmat követően az orosz köztársasági kormány tovább folytatta az első világháború harcait, amivel kivívta a békére vágyó kozákok és kaukázusi népek haragjait. Az orosz frontvonalak nyáron összeomlottak és a kozákok hazatértek, hogy megvédjék szülőföldjüket egy esetleges török inváziótól.
Az Orosz Birodalomban a kubáni kozákok vezetőjét a cár személyesen nevezte ki, jellemzően egy képzett, de nem kozák származású tábornokot. 1917 márciusában a kubáni kozákok nagyobb belpolitikai önállóságért és egy katonai kormány létrehozásáért megmozdulásokat szerveztek, de az eredménytelenség miatt június 17-én kikiáltották a Kubáni Népköztársaságot.

### A független Kubáni Népköztársaság

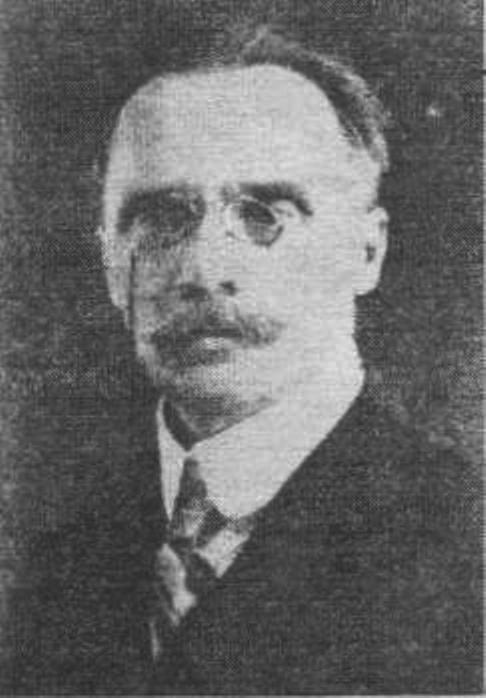
Luka Bics (Лука Быч), a Kubáni Népköztársaság első államfője

1917. április 30. és május 3. között a kozákok választásokat tartottak Krasznodarban és létrehozták a Kubáni Katonai Tanácsot, elnöke pedig Mykola Riabovil lett.
Az októberi forradalmat követően a kubáni lakosok között éles feszültségek támadtak.  A nem kozák származásúak többsége támogatta a bolsevik kormányt és létrehozták a Kubáni Tanácsköztársaságot. Cselekedeteiket a krasznodari kormány elutasította, és 1918. február 16-án kikiáltották a Kubáni Népköztársaság függetlenségét. A függetlenség kikiáltása után a tanácsban választásokat tartottak. A többség az Ukrajnával való egyesülésre szavazott, tartva egy bolsevik támadástól.
1918 márciusában Kornyilov tábornok ellentámadása után megszilárdult a belső rend, és kevesebben támogatták az ukrán egyesülést. Az egykoron a cárt szolgáló kozákok csapatokkal és ellátmánnyal támogatták a fehéreket. Az így megerősödött hadsereg egészen a Don vonaláig visszaszorította a Vörös Hadsereget.
A jelentős katonai sikerek hozzájárultak a kozákok és a kormány közötti kapcsolat gyors javítására. A kormány két csoportja között is alábbhagytak a feszültségek.

### Polgárháború Oroszországban
Gyenyikin tábornok ellenséges viselkedése miatt a kozákok először egy független államot kívántak létrehozni. Az ukrán unió bukása után szövetséget ajánlottak Grúziának és a többi kaukázusi államnak, de mindegyikőjük elutasította a kérvényt. Gyenyikin tovább csökkentette a kubáni kormány hatalmát, ami hozzájárult az országon belüli ellenzék megerősödéséhez. Sok kozák pártolt el a függetlenség mellől és csatlakozott a Vörös Hadsereghez.
Kubán területe ekkor kiterjedt a Kubáni határterületre, a tereki, dagesztáni és sztavropoli régiók egyes részeire. 1918. december 4-én kiadták az ország második alkotmányát, emellett átnevezték az államot is.
1918 decemberében a kubáni kormány delegációt küldött a párizsi békekonferenciára. Áprilisban a delegáció nemzetközi segítséget kért a Kubáni Népköztársaság függetlenségének megőrzésére, de az Antant államai közül senki nem támogatta a katonai beavatkozást. A Kubáni Népköztársaságot hivatalosan az Ukrán Népköztársaság, az Azerbajdzsáni Demokratikus Köztársaság, a Német Császárság, az Oszmán Birodalom, a Grúz Demokratikus Köztársaság és az Észak-kaukázusi Köztársaság ismerte el.
Gyenyikin, tartva egy esetleges kozák forradalomtól, megszállta Krasznodar fontosabb középületei és elfogatta a kormány tíz tagját, valamint a békekonferencián rész vevők ellen is eljárást indíttatott. A kozákok többsége ekkor elhagyta a Gyenyikin seregét, aki később totális vereséget szenvedett. Az így az újra működő kormány hajlandó volt szövetséget kötni a bolsevikokkal és Ukrajnával Lengyelország ellen.
1920 elejéig a Vörös Hadsereg megszállta az ország felét és leváltotta a kormányt. Az utolsó cári-kozák csapatok a Krímen keresztül Törökországba menekültek.

## Utóélete
Mind a szovjet, mind az orosz történészek egyetértettek abban, hogy a kubáni kozák mozgalmak okozták a fehérek vereségét a Kaukázusban. Szerintük a kozákok átpártolása hozta el a bolsevikok gyors sikerét.
Egyes ukrán történészek kétségbe vonják a kubáni-ukrán unió tervezetét és katonai szövetségét. Az utolsó élő kubáni miniszter is tagadta a szövetségi tervezetet, de szerinte a túlzott ukrán nacionalizmus okozta a lehetséges bolsevikellenes állam vesztét. A központi hatalmak országai mind elismerték a kubáni állam függetlenségét.[forrás?]

## Fordítás
- Ez a szócikk részben vagy egészben  a   Kuban People's Republic című angol Wikipédia-szócikk ezen változatának fordításán alapul.  Az eredeti cikk szerkesztőit annak laptörténete sorolja fel. Ez a jelzés csupán a megfogalmazás eredetét és a szerzői jogokat jelzi, nem szolgál a cikkben szereplő információk forrásmegjelöléseként.